# Irène de Lipkowski
Irène de Lipkowski, née Marie le 3 décembre 1898 à Dun-sur-Auron et décédée le 16 août 1995 à Paris 7e, est une femme politique française.

## Biographie
Irène de Lipkowski est la fille d'Auguste Marie, médecin psychiatre, maire d'Orly et conseiller général de la Seine, et de son épouse Daria Mirvoda. 
En 1917, elle épouse Henri de Lipkowski, dont le beau-père est le ministre Charles Dumont. En 1940, elle s'installe à Paris avec ses quatre enfants, dont Jean, qui deviendra homme politique. À la Libération, Irène de Lipkowski a perdu son mari Henri de Lipkowski, mort  à Buchenwald en déportation en 1944, ainsi que son fils René de Lipkowski, mort en 1944 sur le champ d'honneur.
Elle devient présidente de l'Association nationale des familles de résistants et des otages morts pour la France. À ce titre, elle témoigne au procès de Nuremberg.
En février 1945, elle fonde avec Marcelle Devaud les Françaises libres et, en 1946, le Comité de liaison des associations féminines. Elle s'engage en politique et assure différents mandats de 1947 à 1971.  En 1971, elle préside la Ligue française pour le droit des femmes. De 1973 à 1979, elle préside l'Alliance internationale des femmes.
Elle est présidente du comité d'Orly et de Vitry de la Croix-Rouge française.

## Mandats
Elle est adjointe au maire d'Orly de 1947 à 1961. 
Elle est maire de Marennes de 1965 à 1971. 
Elle est députée de la Seine de 1951 à 1955 et est la seule femme élue du RPF.

## Décoration
- Officier de la Légion d'honneur[Quand ?]
- Commandeur de l'ordre du Mérite combattant, de droit en tant que membre du conseil de l'ordre du Mérite combattant (1953)[3]
- Commandeur de l'ordre national du Mérite[Quand ?]